# 裕彤体育场
裕彤体育场，简称裕彤或长安体育场，是一座位于中国河北省石家庄市长安区中山东路与体育大街交叉口处的综合性体育场。

## 简介
在修建于20世纪50年代，并在1972年翻修过的石家庄长安路体育场旧址上修建而成，该工程总建筑面积100,400平方米，主体结构分为上下两层，总高度为45.88米，体育场看台可容纳观众38,000余人，于1996年8月建成投用。
体育场看台可容纳观众38000余人。场内草坪足球场达到国家足协要求，铺设塑胶跑道的标准田径场，240平方米的大型彩色显示屏、菲利浦的灯光照明、澳大利亚的TCP公司的音响、先进的电子记分计时设备。看台下设有八条百米塑胶跑道、训练房、贵宾室、裁判员、运动员休息室、更衣室、卫生间等。
目前除举办大型体育赛事(如北京奥运会田径预选赛)及大型露天演唱会之外，曾经是两支中甲球队河北中基与石家庄永昌共用的球场，目前是中甲球队石家庄功夫的主场。

## 历史
裕彤体育中心工程总投资3.5亿元人民币，香港新世界發展（中国）有限公司占55％股份，石家庄市体育局和石家庄华联物贸公司占45％股份。本工程由河北省建筑设计院设计，南京第二建筑公司承建。体育场名称中的“裕彤”二字即是从新世界集团的执行董事郑裕彤中得来。
在1997和1998赛季的甲A联赛中，裕彤体育场成为八一足球队的主场。
2013年，随着河北中基在中乙联赛立足，以及外来球队石家庄永昌的进驻，石家庄市政府投入3800万元的巨资对裕彤进行了翻修，主要包括看台和草皮的改造。
2014年，随着石家庄永昌冲超成功，对整个球场及裕彤各个相关单位按照中超标准进行改造。
2023年，随着中国足球联赛恢复主客场制度，成为中甲球队石家庄功夫的主场。

## 举办过的重大比赛及活动
- 河北省第九、十届运动会
- 河北省第一届群众艺术节
- 2003年全国城运会田径达标赛
- 2004年全国田径锦标赛暨奥运会选拔赛
- 2008年北京奥运会田径预选赛

除此之外，张学友、齐秦、五月天、王力宏、汪峰、陈奕迅、林俊杰等人亦在此体育场举办过演唱会。